# Canal Señoret
El canal Señoret és una massa d'aigua superficial navegable a la regió de la Patagònia de Xile. Una de les principals ciutats al llarg del canal és Puerto Natales.
Hermann Eberhard, el primer europeu a explorar l'interior de la Patagònia septentrional, va utilitzar el canal Señoret per navegar cap al nord per accedir a les parts remotes d'aquesta regió. Una de les seves troballes va ser la cova del Mylodon a la base del Cerro Benítez, on va recuperar restes de l'extint peresós gegant i evidències d'habitació humana primerenca des del 10.000 aC.